# فورچون های‌تک مارکتینگ
فورچون های‌تک مارکتینگ (انگلیسی: Fortune Hi-Tech Marketing) یک شرکت بازاریابی شبکه‌ای بود که در لکسینگتون، کنتاکی قرار داشت. این شرکت در سال ۲۰۰۱ ایجاد شد و در سال ۲۰۱۳ به دلیل استفاده از ترفند هرمی توسط کمیسیون فدرال تجارت بسته‌شد و جریمه‌ای ۷/۷۵ میلیون دلاری پرداخت.